# Мужчине живётся трудно. Фильм 30: Торадзиро — в цветах и в буре
«Мужчине живётся трудно. Фильм 30: Торадзиро — в цветах и в буре» (яп. 男はつらいよ　花も嵐も寅次郎, отоко-ва цурай ё: хана мо араси мо торадзиро; англ. Tora-san, the Expert (Tora-san 30) — японская комедия режиссёра Ёдзи Ямады, вышедшая на экраны в 1982 году. 30-й фильм популярного в Японии киносериала о комичных злоключениях незадачливого чудака Торадзиро Курума, или по-простому Тора-сана. По результатам проката фильм посмотрели 2 млн. 282 тыс. японских зрителей.

## Сюжет
Странствующий торговец Торадзиро Курума (Тора-сан) возвращается домой в традиционный магазин японских сладостей, принадлежащий его семье в Кацусике (Сибамата, Токио). Он прибывает своевременно, так как местный буддистский священник Годзэн-сама преподносит семейству Курума специальный подарок: грибы мацутакэ, общеизвестный в Японии дорогой деликатес. Но поведение Тора-сана, флиртующего с бывшей соседкой, осуждает дядя Рюдзо. Ожидаемая ругань между дядей и Тора-саном не преминула себя долго ждать. В результате спора раздражённый дядя велит Тора-сану убраться вон. К всеобщему удивлению преданная младшая сестра Тора-сана, Сакура не прилагает никаких усилий, чтобы вмешаться: она слишком хорошо знает своего непутёвого и упёртого брата.
Оскорблённый Тора-сан направляется в курортную зону префектуры Оита на острове Кюсю, где он знакомится с робким зоологом Сабуро, покойная мать которого в прошлом работала в гостинице, в которой поселился наш герой. В эту же гостиницу заселяются две молодых красивых девушки, коллеги по работе в токийском универмаге, решившие провести свой отпуск на этом курорте. Одна из них, Кэйко столь же увлечена невнятным Сабуро, как и он ей, но оба слишком застенчивы, чтобы выразить друг другу свои чувства.
В отчаянии и в лучших традициях Сирано де Бержерака Сабуро, не зная о катастрофическом послужном списке общения с женщинами его нового друга, просит Тора-сана помочь ему покорить сердце Кэйко.

## В ролях
- Киёси Ацуми — Торадзиро Курума (или Тора-сан)
- Тиэко Байсё — Сакура, сестра Торадзиро
- Юко Танака — Кэйко
- Кэндзи Савада — Сабуро
- Масами Симодзё — Рюдзо Курума, дядя Тора-сана
- Тиэко Мисаки — Цунэ Курума, тётя Тора-сана
- Гин Маэда — Хироси, муж Сакуры
- Хисао Дадзай — Умэтаро, босс Хироси
- Гадзиро Сато — Гэн
- Хидэтака Ёсиока — Мицуо Сува, сын Сакуры и Хироси, племянник Тора-сана
- Тисю Рю — Годзэн-сама, священник
- Тайдзи Тонояма — священник
- Юкидзи Асаока — Момоэ
- Акира Хитоми — муж Момоэ
- Миюки Кодзима — Юкари

## Премьеры
- — национальная премьера фильма состоялась 28 декабря 1982 года в Токио[1].

## Награды и номинации
Премия Японской киноакадемии
- 7-я церемония вручения премии (1984)[3]

Номинации:
- лучшая актриса — Юко Танака (ex aequo: «Перевал Амаги»)

Премия «Голубая лента»
- 26-я церемония награждения (1983 год)[4]

Выиграны:
- Премия лучшему актёру 1983 года — Киёси Ацуми